# جاي غرانت ألبرشت
جاي غرانت ألبرشت (بالإنجليزية: J. Grant Albrecht)‏ مواليد 22 مايو 1966 في كاليفورنيا، هو ممثل وكاتب خطابات أمريكي. درس في جامعة كارنيغي ميلون.

## الأعمال

### أفلام
- كتاب الغابة 2 (2003)
- سوات (2003)
- توم وجيري: السريع والمكسو بالفراء (2005)
- الأقدام المرحة (2006)
- دبليو (2008)

## روابط خارجية
- جاي غرانت ألبرشت على موقع IMDb (الإنجليزية)
- جاي غرانت ألبرشت على موقع قاعدة بيانات برودواي على الإنترنت (الإنجليزية)
- جاي غرانت ألبرشت على موقع قاعدة بيانات برودواي على الإنترنت (الإنجليزية)
- جاي غرانت ألبرشت على موقع قاعدة بيانات الفيلم (الإنجليزية)